# Marek Jagielski
Marek Jagielski (ur. 18 czerwca 1952 w Zamościu) – polski polityk, poseł na Sejm PRL IX kadencji.

## Życiorys
Syn Ryszarda. Od 1968 pracował w Wojewódzkiej Spółdzielni Spożywców w Zamościu. W 1973 skończył Liceum Ogólnokształcące dla Pracujących w Zamościu, od 1974 był pracownikiem Zakładów Mięsnych w tym mieście. Od 1978 był członkiem Polskiej Zjednoczonej Partii Robotniczej. Radny Miejskiej Rady Narodowej w Zamościu. Działacz Związku Harcerstwa Polskiego, Związku Młodzieży Socjalistycznej i Związku Socjalistycznej Młodzieży Polskiej. Należał do Ochotniczej Rezerwy Milicji Obywatelskiej. Otrzymał Medal 40-lecia Polski Ludowej. W latach 1985–1989 pełnił mandat posła na Sejm PRL w okręgu Zamość, zasiadając w Komisji Rolnictwa, Leśnictwa i Gospodarki Żywnościowej.